# Pokhran
Pokhran es una ciudad y un municipio localizado en el Distrito de Jaisalmer del estado indio de Rayastán. Es una ubicación remota  localizada en la región del desierto de Thar. Se convirtió en el sitio de pruebas de la primera detonación de arma nuclear subterránea de India.

## Geografía
Se encuentra rodeado por rocas, arena y cinco depósitos de sal, su nombre hindi Pokhran (पोखरण) significa "sitio de cinco espejismos". Está localizado en la ruta entre Jaisalmer y Jodhpur o  Jaisalmer y Bikaner. Tiene una elevación media de 233 metros (764 pies).

## Demografía
Según el censo indio de 2011, Pokhran tuvo una población de 28,457. Los hombres constituyen el 55% de la población y las mujeres el 45%. Pokhran tiene un índice de alfabetización medio de 56%, más bajo que la media nacional del 74%: la alfabetización masculina es del 68% y la alfabetización femenina es del 41%. En Pokhran, el 19% de la población tiene menos de 6 años de edad.

## Historia

### Fuerte Pokran
El Fuerte Pokhran, la ciudadela de siglo XIV también conocida como "Balagarh", se ubica en medio del Desierto de Thar. Este monumento fue el primer fuerte del jefe de los Champawats, el clan de Rathores del estado de Marwar-Jodhpur. El fuerte Pokhran está abierto a visitantes y actualmente es un hotel de patrimonio administrado por la familia real de Pokhran.

### Monumento Shakti Mata
En las afueras de la ciudad está ubicado el Monumento Conmemorativo Shakti Mata, un cenotafio real de libre acceso.
La famosa ciudad turística y fuerte de Jaisalmer se encuentra a un par de horas por carretera.

### Gobernantes anteriores
- Sede del Jefe de los Champawats, un sub-clan del clan Rathores del estado de Marwar-Jodhpur.
- Bhawani Singh De Pokhran (nacido en 1911) fue el último jagirdar de Pokhran antes de la independencia india. Él fue Juez de Sesiones  y fue elegido para el primer Lok Sabha, la casa más baja del parlamento indio para el distrito electoral de Barmer-Jalore, después de ser elegido como candidato independiente en la elección general india de 1952.[2][3]

## Sitio de Pruebas Nucleares

### Pokhran-I
El Sitio de Pruebas Nucleares de Pokhran, un componente clave del programa nuclear de India, está localizado en este municipio, 45 km al noroeste de la ciudad de Pokhran y 4 km al norte del pueblo de Khetolai. Fue construido antes de mayo de 1974, por el Cuerpo de Ingenieros del Ejército y está bajo el control del Ejército indio. Su construcción fue autorizada al Centro Bhabha de Investigación Atómica (BARC) por la entonces Primer Ministro Indira Gandhi. En él se llevó a cabo la detonación del primer dispositivo nuclear de India. Dentro del gobierno el desarrollo del dispositivo fue conocido con el nombre clave de "Explosivo Nuclear Pacífico" (PNE), pero en otros lados es conocido como la Operación Buda Sonriente. El Ministerio de Asuntos Externos designó la prueba como "Pokhran-I".

#### Científicos e Ingenieros Participantes
El equipo estaba al mando del Dr. Rajagopala Chidambaram, incluía como miembros a: Dr. A. P. J. Abdul Kalam, Dr. Raja Ramanna, Dr. P. K. Iyengar, Dr. Nagapattinam Sambasiva Venkatesan y Dr. Waman Dattatreya Patwardhan. El proyecto empleó no más de 75 científicos e ingenieros de 1967 a 1974. Mantener el tamaño del equipo pequeño sirvió para la preservación del secreto, según el investigador Jeffrey Richelson.

#### Dispositivos nucleares
El dispositivo utilizó un sistema de implosión altamente explosivo, desarrollado en el Laboratorio de Investigación de Balística Terminal (TBRL) de Chandigarh, perteneciente a la Organización de Investigación y Desarrollo de Defensa (DRDO) de la India, basado en el diseño americano usado en la Segunda Guerra Mundial en las primeras bombas del tipo Fat Man. Pero el diseño indio era más sencillo y menos sofisticado que el sistema americano. El sistema de detonación para dispositivos de implosión fue desarrollado en el Laboratorio de Investigación de Materiales de Alta Energía (HEMRL) del DRDO ubicado en Pune. Los 6 kg de plutonio utilizado provinieron del reactor CIRUS del BARC, ubicado el distrito de Trombay, Mumbai. El iniciador de neutrones era del tipo de polonio-berilio y tuvo por nombre código "Flor". El núcleo completo fue ensamblado en Trombay antes de su transporte al sitio de prueba.

#### Desempeño
El dispositivo completamente armado tenía una sección transversal hexagonal, de 1.25 m de diámetro y un peso de 1,400 kg. Fue detonado a las 8:05 a. m. del 18 de mayo de 1974, en un pozo a 107 m bajo el sitio de pruebas de Pokhran en el desierto Thar (también conocido como Gran Desierto Indio), en Rayastán. Las coordenadas del cráter son 27.0708173, 71.7119331. 27°05′42″NOficialmente se informó que tuvo una potencia de 12 kt, estimaciones externas de desempeño le dan una potencia de entre 2 kt a 20 kt.

### Pokhran-II
El 11 y 13 de mayo de 1998, veinticuatro años después de la prueba Pokhran-I, la  Organización de Investigación y Desarrollo de Defensa India (DRDO) y la Comisión de Energía Atómica (AEC) llevaron a cabo cinco nuevas pruebas nucleares, bautizadas en conjunto como "Pokhran-II". Fueron probados cuatro dispositivos de la AEC y un dispositivo termonuclear, conocido con el nombre clave de Shakti. Desde entonces India no ha realizado nuevas pruebas nucleares.
El 17 de agosto de 1999, el Asesor de Seguridad Nacional Advisor Brajesh Mishra creó un documento no oficial llamado Proyecto de Doctrina Nuclear ( draft nuclear doctrine (DND)). En el cual se menciona la política de uso de armas nucleares en India:
"El propósito fundamental de las armas nucleares de la India es disuadir el uso y la amenaza del uso de armas nucleares por parte de cualquier Estado o entidad contra la India y sus fuerzas. India no será la primera en iniciar un ataque nuclear, pero responderá con represalias punitivas en caso de que la disuasión falle."